# ゼイ・オンリー・カム・アウト・アット・ナイト
『ゼイ・オンリー・カム・アウト・アット・ナイト』（They Only Come Out at Night）は、エドガー・ウィンター・グループが1972年に発表したスタジオ・アルバム。ウィンターにとって通算4作目、スタジオ・アルバムとしては3作目のリーダー・アルバムに当たり、本作で初めてエドガー・ウィンター・グループの名義が用いられた。

## 背景
1972年、ウィンターはロニー・モントローズ、ダン・ハートマン、チャック・ラフと共にエドガー・ウィンター・グループを結成。また、前2作『ホワイト・トラッシュ』（1971年）及び『ロードワーク』（1972年）に引き続き、リック・デリンジャーがプロデュース、ギター、ボーカルで参加した。なお、最終的にモントローズは本作限りでグループを脱退し、デリンジャーが後任として正式加入するに至った。
ビル・シムジクがテクニカル・ディレクターとして貢献しており、ウィンターは後年、Classic Rock Revisitedによるインタビューにおいて「ビルとリックのコンビネーションは、このアルバムに最適だった」「"Frankenstein"を編集したのはビルだ。この曲をアルバムに入れられるようにするのは、克服困難な課題だったよ。彼は異なるテイクを編集でまとめるのを好んでいて、それが彼の得意技になった」と語っている。

## 反響・評価
母国アメリカのBillboard 200では3位に達し、自身唯一の全米トップ10アルバムとなった。本作からのシングルは「フランケンシュタイン」が全米1位、「フリー・ライド」が全米14位を記録した。
イギリスでは、本作は全英アルバムチャート入りを逃したが、「フランケンシュタイン」は全英シングルチャートで9週トップ75入りし、最高18位となった。
マイケル・B・スミスはオールミュージックにおいて5点満点中4.5点を付け「"Frankenstein"及び"Free Ride"という大ヒット・シングルを生み出したアルバムとして永遠に記憶されるだろうが、この傑出した作品には、さらに多数の賞賛すべき曲がある」と評している。

## 収録曲
特記なき楽曲はエドガー・ウィンターとダン・ハートマンの共作。
1. ハンギン・アラウンド - "Hangin' Around" - 3:02
2. ホエン・イット・カムズ - "When It Comes" - 3:16
3. アルタ・ミラ - "Alta Mira" - 3:18
4. フリー・ライド - "Free Ride" (Dan Hartman) - 3:08
5. アンダーカヴァー・マン - "Undercover Man" (Edgar Winter) - 3:49
6. ラウンド&ラウンド - "Round & Round" (E. Winter) - 4:00
7. ロックンロール・ブギウギ・ブルース - "Rock 'n' Roll Boogie Woogie Blues" (E. Winter, Barbara Winter, Ronnie Montrose) - 3:25
8. オータム - "Autumn" (D. Hartman) - 3:00
9. リアル・グッド・タイム - "We All Had a Real Good Time" - 3:05
10. フランケンシュタイン - "Frankenstein" (E. Winter) - 4:46

## 参加ミュージシャン
- エドガー・ウィンター - ボーカル、ピアノ、ハモンドオルガン、シンセサイザー、クラビネット、サクソフォーン、マリンバ、ティンバレス
- ロニー・モントローズ - リードギター、12弦ギター、マンドリン
- ダン・ハートマン - ボーカル、ベース、ギター、ウクレレ、マラカス
- チャック・ラフ - ドラムス、コンガ、バッキング・ボーカル
- リック・デリンジャー - スライドギター、ベース、バッキング・ボーカル
- ランディ・ジョー・ホブス - ベース(on #4, #9)
- ジョニー・ベイダネック - ドラムス